# Walter Schaefer (Verwaltungsjurist, 1909)
Walter Schaefer (* 23. Juli 1909 in Altona; † 5. November 1980 in Einbeck) war ein deutscher Verwaltungsjurist.

## Leben
Schaefer war der Sohn des Oberst a. D. Friedrich-Wilhelm Schaefer. Er studierte ab 1927 Rechtswissenschaften an der Georg-August-Universität Göttingen. In seiner Studienzeit wurde er dort Mitglied des Corps Hannovera Göttingen. Nach dem Assessorexamen in Berlin 1934 wurde er zunächst Referent bei der IHK Berlin sowie bei der Wirtschaftskammer Berlin-Brandenburg. Schon vor Beginn des Zweiten Weltkrieges wurde er im August 1939 zur Wehrmacht eingezogen und leistete Kriegsdienst zunächst als Leutnant d. Res. im Frankreichfeldzug und dann in der 6. Armee bis zu deren Kapitulation bei Stalingrad. Er geriet bis 1946 in sowjetische Gefangenschaft und kehrte dann nach Deutschland zurück, wo er in der Britischen Zone im Zwei-Zonen-Wirtschaftsamt in Minden Referatsleiter wurde. 1948 wurde er Oberkreisdirektor im Landkreis Einbeck und blieb in dieser Stellung bis zu seiner Pensionierung 1972.

## Auszeichnungen
- Großes Verdienstkreuz der Bundesrepublik Deutschland
- Ehrenzeichen des Deutschen Roten Kreuzes
- Ehrenbürger der Stadt Thiais, Département Val-de-Marne, wegen seiner Verdienste um die Deutsch-französischen Beziehungen